# Hôpital Arrazi
L'hôpital Arrazi, parfois appelé abusivement CHU Mohammed VI, est le plus grand centre hospitalier de Marrakech, avec une capacité de 587 lits. C'est aussi l'hôpital le plus moderne et le mieux équipé de la ville. Il a été progressivement inauguré entre 2008 et 2010 et fait partie du CHU Mohammed VI. Il s'agit d'un pôle multi-spécialités, doté d'un service d'urgences.

## Spécialités
En 2020, les spécialités réunies à l'hôpital Arrazi sont les suivantes :
- Anatomo-pathologie
- Cardiologie
- CCV
- Chirurgie Plastique et Brûlés
- Chirurgie thoracique
- Chirurgie viscérale
- Dermatologie
- Endocrinologie
- Exploration fonctionnelle
- Gastro-entérologie
- Labo-Biochimie
- Labo-Hématologie
- Labo-Immunologie
- Labo-Microbiologie
- Maladies infectieuses
- Médecine interne
- Néphrologie
- Neurochirurgie
- Neurologie
- Ophtalmologie
- ORL
- Pneumologie
- Radiologie
- Bloc Opératoire Central « Anesthésie »
- Bloc Opératoire Central « Polyvalent »
- Réanimation chirurgicale A
- Réanimation chirurgicale B
- Réanimation médicale
- Rééducation fonctionnelle
- Rhumatologie
- Traumato-Orthopedie B
- Urologie
- Médecine Physique et de réadaptation